# ライオネル・パーシー・スマイス
ライオネル・パーシー・スマイス（Lionel Percy Smythe RA RWS RI ROI、1839年9月4日 - 1918年7月10日）はイギリスの画家である。

## 略歴
第6代ストラングフォード子爵、パーシー・スマイス(Percy Clinton Sydney Smythe, 6th Viscount Strangford) の婚外子としてロンドンに生まれた。母親は歌手で、後に風景画家のウィリアム・モリソン・ワイリーと結婚し、スマイスは少年時代をフランスで義理の父親の家族と過ごした。義理の弟に画家になったウィリアム・ライオネル・ワイリーとチャールズ・ウィリアム・ワイリーがいる。
家族はロンドンに戻り、King's College Schoolで学び、休日はノルマンディで活動する義理の父親と過ごした。ロンドンの美術学校(Heatherley School of Fine Art)で絵画を学んだ。
1863年からロイヤル・アカデミー・オブ・アーツの展覧会に出展するようになり、1911年にはアカデミーの会員に選ばれた。1880年に王立水彩画家協会(Royal Institute of Painters)の会員になり1881年から水彩画家協会の展覧会に出展した。1892年にもう一つの水彩画家の団体、Royal Watercolour Societyに移った。風景画、風俗画、海洋画などを水彩や油彩で描いた。
結婚後、夫婦でしばしばフランスを訪れ、1875年からはノルマンディに住んだ。
娘のマニー・スマイス(Minnie Smythe:1872–1955) も画家になった・

## 作品

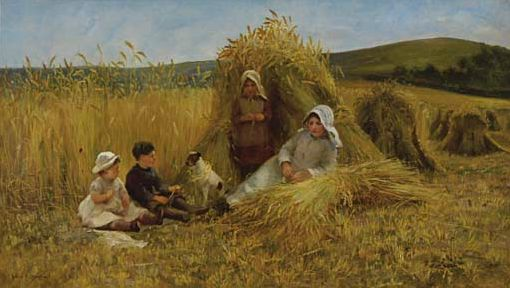
昼休み
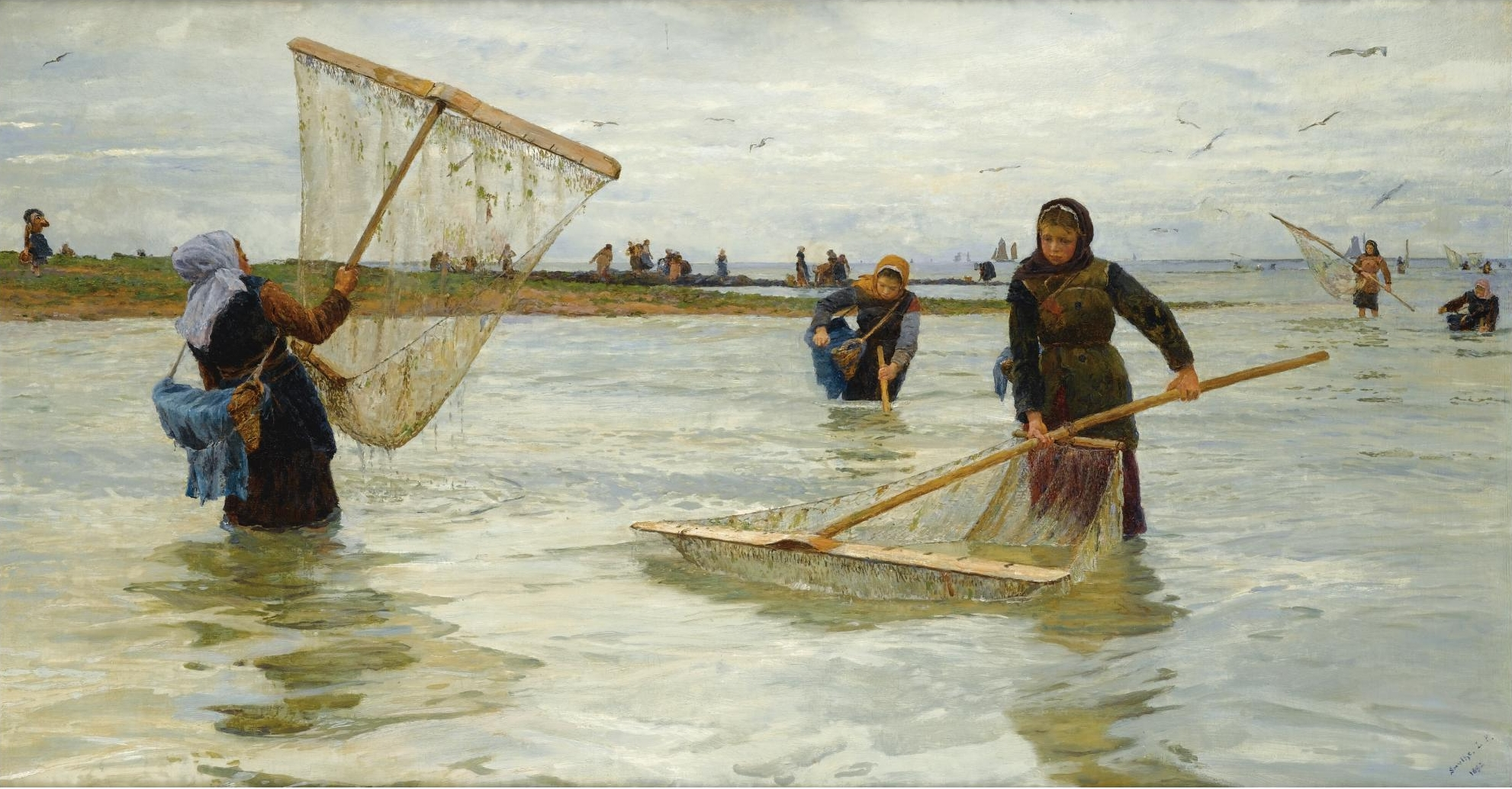
エビ漁師 (1882)
Short-handed

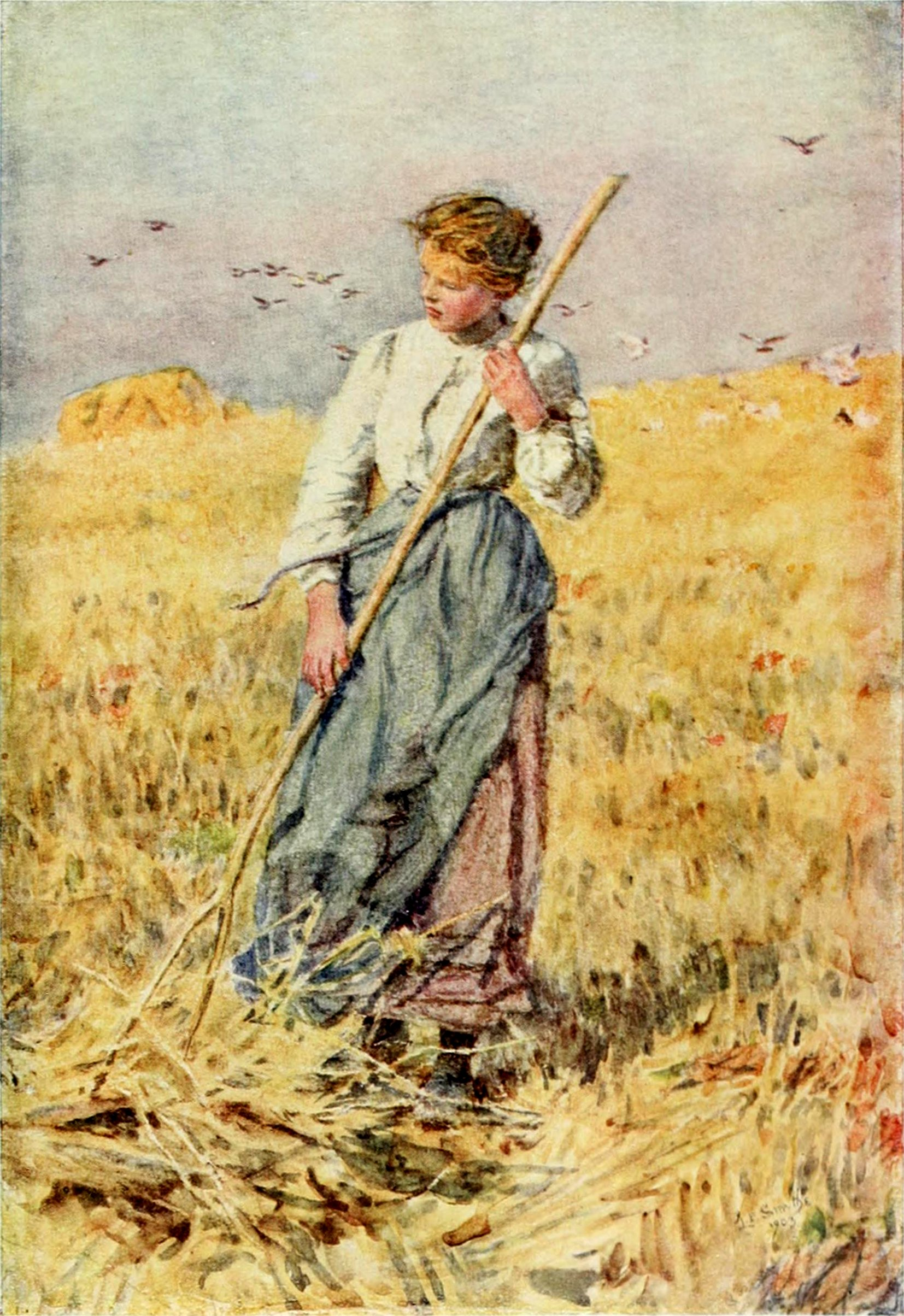
Gleaning oat
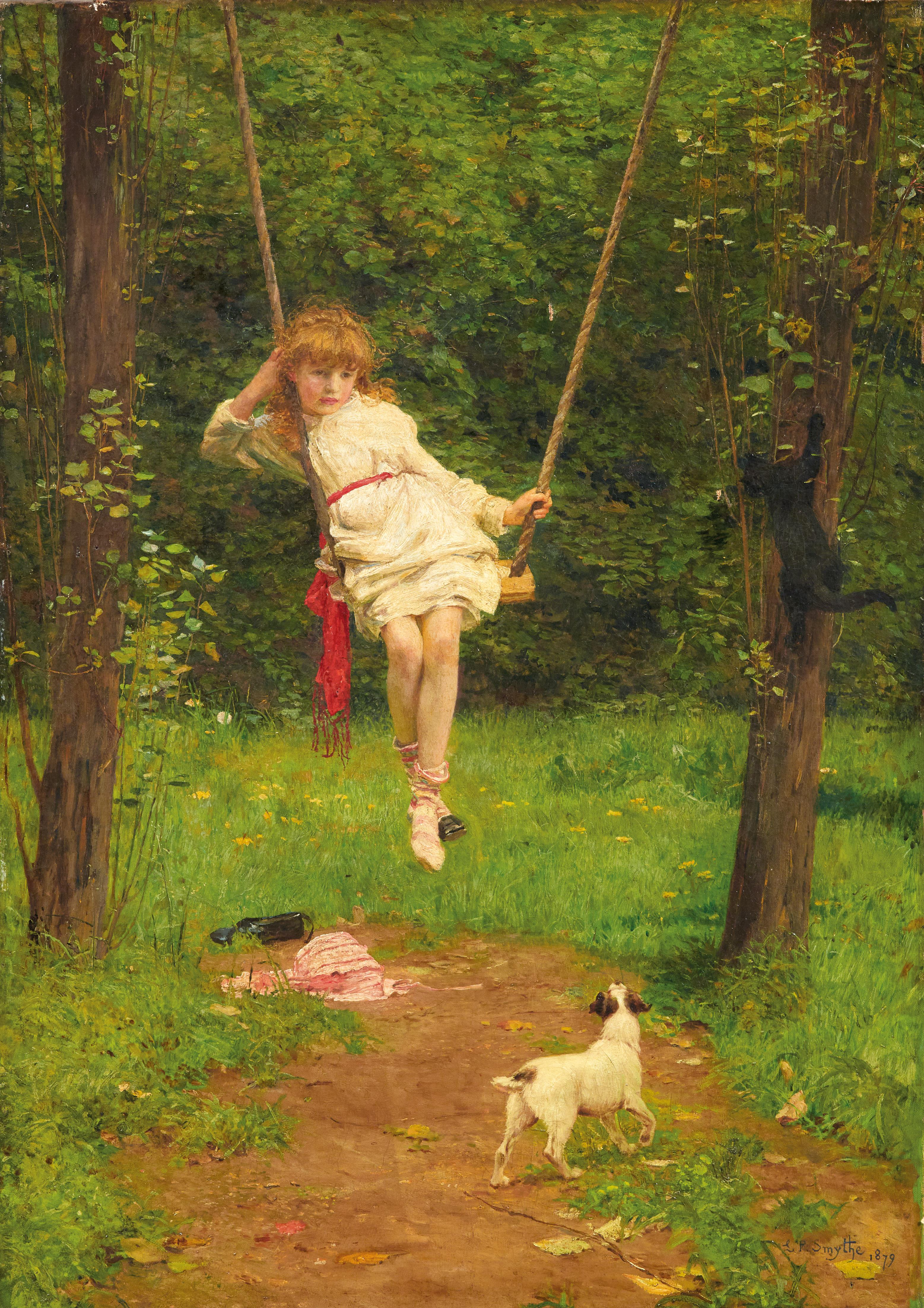
Kindred spirits

## 関連図書
- A. L. Baldry. Lionel P. Smythe, A.R.A., R.W.S.; An Appreciation of his Work and Methods (The Studio Magazine, May 1910, p. 177).
- Rosa M. Whitlaw & W. L. Wyllie. Lionel P. Smythe - His Life and Work (Selwyn & Blount, London 1923)
- Scott Wilcox & Christopher Newall. Victorian landscape watercolors (Hudson Hills, 1992), pp166–167.